# Samuel Bellamy
Samuel Bellamy, eller Black Sam, föddes troligtvis i Devonshire 1689, död 27 april 1717, var en brittisk sjörövare.

## Biografi
Bellamy mönstrade på i flottan som tonåring och seglade så småningom till New England. Han träffade där sitt hjärtas älskade, enligt sägnen, den sköna Maria Hallett från Eastham i Massachusetts. Marias föräldrar gillade Sam, men ville inte godkänna ett äktenskap med en fattig sjöman. År 1715 seglade därför Bellamy i väg för att söka lyckan. Han och vännen Palgrave Williams sökte först skatter ur skeppsvrak i Karibien men hittade inga. Hellre än att återvända tomhänt, berättar legenden – blev den besatte älskaren pirat, Black Sam Bellamy. Andra föreslår att Bellamy faktiskt gifte sig och skaffade ett barn med Hallett, varefter han lämnade hustru och familj för livet som sjörövare. Han var då 26 eller 27 år.  

### Livet som pirat
Bellamy visade sig vara en skicklig och djärv ledare, han valdes snart till kapten på slupen Postillion, därefter blev han chef över Mary Anne. Han utgjorde en mäktig syn; en livlig och stor man som bar fyra pistoler i skärp över sidenrocken. Han hade långt mörkt hår i hästsvans, knuten med svart rosett – i kontrast till de wighperuker sjöbefäl vanligen bar. 
Fynden från Whydah Galley (Bellamys sista skepp) visar att pirater i allmänhet var klädsnobbar, menar dykchefen för utgrävningen av Whydah, Barry Clifford, inga slashasar som vi tidigare trott.
Samuel Bellamy valdes till piratflottans högsta befäl 1716, efter en dispyt med förre chefen, Benjamin Hornigold, som menade att piraterna bara skulle anfalla franska och spanska skepp. Flottans besättningar ville angripa alla skepp oberoende av nationalitet, och tog beslut om detta. Som ett resultat därav valdes Black Sam till ny flottiljchef, och Palgrave Williams till hans kvartersmästare och andrachef. De valdes för dessa svåra uppdrag under det möte som, enligt piraternas sed, genom majoritetsbeslut avsatte flottans förre chef Benjamin Hornigold. Denne mans idéer stred mot besättningarnas. 
Bellamy blev fantastiskt framgångsrik. Black Sam och flottiljens besättningar skulle under lite mer än ett år ta över 50 priser. Bellamys pirater opererade både i Karibien och på Atlanten, där de angrep handelsskepp tillhörande handelskompanierna i Triangeltrafiken. Det första skeppet, som i februari 1717 hade oturen att komma i vägen för den hetlevrade nyblivna flottiljchefen och hans besättningar, stod under befäl av en kapten vid namn Prince.
Kaptenen var på väg från London till Jamaica, med sitt skepp Whydah som lastats med elfenben, gulddamm och dyrbara handelsvaror till ett värde av mer än 20 000 pund sterling – en sagolik summa för sjömän som i handelstrafik kunde tjäna två pund i månaden. Fartyget kom till Kuba, där det kapades. Prisen inte bara berikade Black Sams besättning, den stärkte dem också, ty Whydah bar 28 kanoner skrev Daniel Defoe. Whydah blev Bellamys flaggskepp och fick behålla sitt ursprungliga namn. Bellamy lär ha kommenterat segern nästan lakoniskt:  - Vänner, vi har fått tillräckligt, sade han och tillade, det är dags att segla hem. Flottiljen satte därefter kurs på Virginia men nådde aldrig målet.
Varför de seglade till New England, där Whydah förliste, istället blev aldrig klarlagt; antingen ville Palgrave Williams hälsa på sin familj i Block Island nära Cape Cod eller också önskade Bellamy återvända till Maria Hallet. Åter andra menar att beslutet berodde på Madeiravinet från Nantucket.